# Lehrgeschwader 2
2-га навчально-бойова змішана ескадра (нім. Lehrgeschwader 2 (LG 2) — навчально-бойова змішана ескадра Люфтваффе, що об'єднувала групи денних винищувачів і нічних винищувачів, розвідувальних літаків та літаків авіаційної підтримки напередодні Другої світової війни.

## Історія
2-га навчально-бойова змішана ескадра заснована 1 листопада 1938 року на аеродромі Герінгсдорф поблизу Гарца в Мекленбурзі шляхом розгортання штабу й 1-ї авіагрупи нової ескадри I.(J)/LG 2.

## Командування

### Командир
- оберст-лейтенант Ебергард Байер (нім. Eberhard Baier) (1 листопада 1938 — 18 листопада 1939).

## Основні райони базуванняштабу2-ї навчально-бойової змішаної ескадри[3]
| Час                               | Місто         | Основний літак |
| --------------------------------- | ------------- | -------------- |
| 1 листопада 1938 — 31 травня 1939 | Гарц          | Bf-109D/E      |
| 1 червня — серпень 1939           | Йютербог-Дамм | Bf 109E        |
| серпень — вересень 1939           | Нідер-Еллгут  | Bf 109E        |
| вересень — 30 вересня 1939        | Йютербог      | Bf 109E        |